# Siarhiej Vosipavič Prytycki
Siarhiej Vosipavič Prytycki (1 tháng 2 năm 1913 – 13 tháng 6 năm 1971) là nhà hoạt động cộng sản, chính khách và chỉ huy du kích Liên Xô người Belarus. Bắt đầu hoạt động cộng sản ở Tây Belorussia (thuộc Đệ Nhị Cộng hòa Ba Lan), sau khi Liên Xô xâm lược Ba Lan, ông trở thành chính trị gia cao cấp của Cộng hòa Xã hội chủ nghĩa Xô viết Byelorussia.

## Thời thơ ấu
Prytycki sinh ngày 1 tháng 2 năm 1913 tại Harkawicze (tiếng Belarus: Гаркавічы) trên biên giới Ba Lan-Belarus thuộc Đế quốc Nga, là con trai thứ ba trong gia đình, bố làm bảo vệ trường học. Năm 1914, gia đình ông chạy trốn đến Nizhny Shkaft ở Nga trước khi chiến sự Thế chiến thứ nhất lan đến.

## Hoạt động tại Tây Belorussia
Năm 1931, Prytycki làm Bí thư Đoàn thanh niên Komsomol của Đảng Cộng sản Tây Belorussia (tiếng Belarus: Камуністычная партыя Заходняй Беларусі, КПЗБ - KPZB) hoạt động ngầm tại Krynki thuộc Đệ Nhị Cộng hòa Ba Lan. Năm 1932, ông trở thành đảng viên và được bầu làm bí thư chi bộ ở Grodno. Năm 1933, Prytycki bị Ba Lan bắt giữ lần đầu và giam ở Grodno, nhưng sớm được thả.
Năm 1933-1934, ông là ủy viên lãnh đạo Komsomol KPZB ở Slonim và lãnh đạo các thợ gỗ trong vùng đình công. Năm 1934-1935, ông theo học trường KPZB ở Minsk thuộc Liên Xô. Năm 1935, ông trở thành Bí thư Đoàn thanh niên Komsomol KPZB tại Slonim.
Ngày 27 tháng 1 năm 1936, Prytycki thực hiện ám sát bất thành đặc vụ Ba Lan Jakub Strelczuk tại tòa án Vilnius, dùng hai khẩu súng lục ổ quay Nagant. Vụ này do thủ lĩnh Komsomol KPZB Mikalaj Mikalajevič Dvornikaŭ lên kế hoạch và tổ chức và đích thân dự bị. Sau vụ nổ súng, Prytycki bị bắt và bị kết án tử hình. Bản án tử hình bị quốc tế phản đối rộng rãi tại Tây Belorussia, Ba Lan, Pháp, Tiệp Khắc và Hoa Kỳ. Sau các cuộc biểu tình nổ ra, Ba Lan đổi bản án thành tù chung thân.
Tháng 9 năm 1939, sau khi Liên Xô xâm lược Ba Lan, Prytycki được tự do. Ông được bầu vào Quốc hội Nhân dân của Tây Belorussia và đưa ra bài thuyết trình đề nghị sáp nhập Tây Belorussia vào Liên Xô.

## Sự nghiệp ở Liên Xô
Sau khi Tây Belorussia hợp nhất vào Cộng hòa Xã hội chủ nghĩa Xô viết Byelorussia, cuối năm 1939, Prytycki được bổ nhiệm làm phó chủ tịch ủy ban điều hành của vùng Belastok mới thành lập.
Sau Chiến dịch Barbarossa tháng 6 năm 1941, Prytycki trốn sang đông Belarus do Liên Xô kiểm soát. Tháng 6-8 năm 1941, ông lãnh đạo việc chuẩn bị phòng thủ quanh Mogilev và thành lập lực lượng dân quân phòng vệ gần Gomel.
Năm 1942-1944, Prytytski là Bí thư thứ nhì Ủy ban Trung ương chi bộ Komsomol Byelorussia. Năm 1944-1945, ông đứng đầu ban chỉ huy quân kháng chiến Ba Lan thân Liên Xô. Với công tác chỉ huy du kích Ba Lan, ông được tặng thưởng Huân chương Cờ đỏ.
Sau khi Thế chiến II kết thúc, Prytycki là một trong những chính khách thành công nhất trong số các nhà hoạt động thân Liên Xô tại Tây Belorussia trước đây.
Ông từng là lãnh đạo chi bộ cộng sản tại Grodno, Baranavichy, Maladzyechna và Minsk. Ông chính là người tổ chức tập thể hóa nông nghiệp địa phương. Trong những năm đầu sau chiến tranh, Prytycki suýt bị bắt vì cáo buộc hoạt động gián điệp cho Ba Lan chống Liên Xô.
Thập niên 1960, Prytycki giữ các chức vụ cao cấp cao tại Byelorussia Xô viết.
Năm 1962-1968, ông là Bí thư Ban Chấp hành Trung ương Đảng Cộng sản Belorussia và Phó chủ tịch Hội đồng Bộ trưởng Byelorussia.
Năm 1968-1971, Prytycki là Chủ tịch Đoàn chủ tịch Xô viết tối cao Byelorussia.

## Trong văn hóa đại chúng
- Năm 1958, đạo diễn Byelorussia Xô viết nổi tiếng Vladimir Korsh-Sablin làm phim Lá đỏ (Belarusfilm) kể về giai đoạn hoạt động ngầm tại Tây Belorussia.
- Có những con phố được đặt theo tên Prytycki ở Minsk, Hrodna, Maladziečna và Baranavičy (Vulica Prytyckaha).[7]
- Có hai bảng tưởng niệm trên tường những tòa nhà nơi ông sống tại Minsk.
- Năm 1978, xuất bản sách "Hiến dâng đời cho nhân dân" tuyển tập các bài báo, bài phát biểu, tài liệu và hồi ký của Prytycki.